# بيل روبنسون (تمثيل صامت)
بيل روبنسون (بالإنجليزية: Bill Robison)‏ هو تمثيل صامت أمريكي، ولد في 5 ديسمبر 1957 في دنفر في الولايات المتحدة.

## وصلات خارجية
- بيل روبنسون على موقع IMDb (الإنجليزية)